# Хамилтонова жаба
Leiopelma hamiltoni је водоземац из реда жаба и фамилије Leiopelmatidae. 

## Угроженост
Ова врста се сматра угроженом.

## Распрострањење
Ареал врсте је ограничен на једну државу. 
Нови Зеланд је једино познато природно станиште врсте.